# Лахмаджун
Лахмаджун (на арменски: Լահմաջո; на арабски: لحم عجين‎, laḥm ʿajīn;на турски: Lahmacun), наричано още арменска пица, е ястие от арменската кухня, арабската кухня и турска кухня, представляващо изпечено тънко разстлано тесто посипано със смляно месо (най-често агнешко или телешко) и зеленчуци (домати, лук, магданоз). Обикновено се сервира с парче лимон или лимонов сок и се увива около зеленчуци - домати, чушки, корнишони, лук, маруля и патладжан.
Предполага се, че ястието се е появило за пръв път през 2 хилядолетие пр.н.е. когато асирийците са го предлагали на гръцки търговци, които са разпростанили ястието в Европа.